# Jordi Camí
Jordi Camí Morell (Tarrasa, Barcelona, 1952) es doctor en Medicina, especialista en Farmacología Clínica, catedrático emérito de la Universidad Pompeu Fabra de Barcelona, director general del Parque de Investigación Biomédica de Barcelona -(PRBB) y vicepresidente de la Fundación Pasqual Maragall.
Ha sido el impulsor y primer director de la Fundación Pasqual Maragall para la Investigación en Alzheimer entre 2008 y 2020. Su actividad científica se ha centrado en el campo de las neurociencias (dependencia de drogas, cognición), habiendo explorado otros campos como la Bibliometría, la Evaluación y la Política Científica. Su actividad académica se ha desarrollado entre la Universidad Autónoma de Barcelona (UAB) y la Universidad Pompeu Fabra (UPF), habiendo ocupado los cargos de Delegado del Rector, Decano y Director de departamento. En la UPF impulsó los estudios de Biología y la creación y el desarrollo del Departamento de Ciencias Experimentales y de la Salud. Fue el director del IMIM (Instituto Hospital del Mar de Investigaciones Médicas) entre 1985 y 2005. Así mismo, ha participado en la gestación de nuevos centros de investigación (CRG, CMRB) y, en particular, del PRBB, que fundó y dirige desde 2005. Fundó la revista ya desaparecida Quark (Ciencia, Medicina, Comunicación y Cultura (1995-2007).
En 2017 fue elegido miembro numerario en la sección Ciencias biológicas del Instituto de Estudios Catalanes. Entre los diversos galardones obtenidos destacan la mención honorífica del Premio de Investigación Reina Sofía en 1990 y la concesión de la Cruz de San Jordi de la Generalidad de Cataluña por su relevante labor científica y social, y por sus contribuciones en la mejora de la calidad de vida, en 2024. Entre otras instituciones, entre 2005 y 2012 fue vocal del Consejo Asesor de Sanidad del Ministerio de Sanidad de España y miembro de su Comisión Ejecutiva, y entre 2007 y 2012 fue vocal del Comité de Bioética de España. También ha sido el primer Presidente del CIR-CAT (Comité para la Integridad de la Investigación en Cataluña).